# Константинова, Елена Владимировна
Еле́на Влади́мировна Константи́нова (род. 25 августа 1981, Калинин) — российская волейболистка, центральная блокирующая, мастер спорта международного класса. Чемпионка мира 2010 года.
Елена Константинова родилась и начала заниматься волейболом в Калинине. Первый тренер — О. В. Плеханова. Выступала за команды: 1995—2004 и 2006—2008 — ЦСКА, 2008—2010 — «Динамо-Янтарь» (Калининград / Москва), 2010—2012 — «Динамо» (Краснодар), 2012—2014 — «Заречье-Одинцово» (Московская область).
Серебряный (1997) и бронзовый (1998, 2011) призёр чемпионатов России, двукратная обладательница Кубка России (1998 и 2001), финалистка Кубка России (2010) и Кубка Европейской конфедерации волейбола (2011).
В 1999 году стала победительницей чемпионата мира среди молодёжных команд.
В сборной России дебютировала 12 июня 2008 года матчем со сборной Украины в розыгрыше Кубка Ельцина.
В составе сборной России:
- Трёхкратный победитель Кубка Ельцина (2008—2010).
- Серебряный призёр Гран-при-2009.
- Серебряный призёр европейской квалификации Гран-при 2009.
- Участница чемпионата Европы 2009.
- Чемпионка мира 2010.

После окончания сезона 2013/14 волейболистка объявила о завершении игровой карьеры.
Работала тренером в Училище олимпийского резерва и школе Олимпийского резерва города Одинцово Московской области. Тренер высшей категории.
Организатор команды девочек 2005—2006 года рождения по волейболу «Стрельцы» (Одинцово).
Привела команду к победам в чемпионате Московской области 2017, 2018, 2019, 2020 гг., в чемпионате Центрального федерального округа 2017, 2019 гг., в полуфинале первенства России 2017, 2020 гг.